# Espacio de Kolmogórov
| Axiomas de separación en espacios topológicos |
| --------------------------------------------- |
| T0                                            |
| T1                                            |
| T2                                            |
| T2½                                           |
| completamente T2                              |
| T3                                            |
| T3½                                           |
| T4                                            |
| T5                                            |
| T6                                            |

Un espacio topológico se dice que es {\displaystyle T_{0}} o espacio de Kolmogórov (o que cumple la propiedad de separación de Kolmogórov) si dados dos puntos distintos cualesquiera {\displaystyle x} e {\displaystyle y} del espacio, o bien existe un entorno {\displaystyle U_{x}} de {\displaystyle x} de forma que {\displaystyle y\notin U_{x}} o bien existe un entorno {\displaystyle U_{y}} de {\displaystyle y} de forma que {\displaystyle x\notin U_{y}}. Recibe su nombre de Andréi Kolmogórov.

## Caracterizaciones.
Existen varias caracterizaciones de la propiedad de separación de Kolmogórov:
- Dados dos puntos distintos cualesquiera {\displaystyle x} e {\displaystyle y} del espacio, la clausura de {\displaystyle \{x\}} es distinta de la clausura de {\displaystyle \{y\}}.

- Dado cualquier punto {\displaystyle x} del espacio, la acumulación de {\displaystyle \{x\}} (conjunto de todos los puntos de acumulación) es unión de conjuntos cerrados.

## Ejemplos y propiedades.
- La propiedad de separación de Kolmogórov es hereditaria, lo cual quiere decir que todo subespacio topológico de un espacio de Kolmogórov es un espacio de Kolmogórov.[1]

- Todo espacio métrico es un espacio de Kolmogórov, no así los pseudométricos. De hecho, un espacio pseudométrico es métrico si y sólo si es un espacio de Kolmogórov.

- Todo espacio topológico de Hausdorff es un espacio de Kolmogórov.

- Todo espacio topológico de Fréchet es un espacio de Kolmogórov.

- Todo espacio topológico discreto es un espacio de Kolmogórov.

- El espacio topológico trivial con más de un punto no es un espacio de Kolmogórov.

- El espacio topológico de {\displaystyle \mathbb {R} ^{2}} con la topología producto de la topologías usual y trivial de {\displaystyle \mathbb {R} } no es un espacio de Kolmogórov.

- En un espacio de Kolmogórov, los puntos distintos son topológicamente distinguibles.[2]